# 岩手県道277号宮古港線
岩手県道277号宮古港線（いわてけんどう277ごうみやここうせん）は、岩手県宮古市を通る一般県道である。

## 概要
宮古市街地の混雑を迂回する路線である。途中の小山田トンネルは長さ（875m）あり、片側に歩道が設置されている。
途中には三陸縦貫自動車道の宮古中央インターチェンジがある。

### 路線データ
- 起点：宮古市磯鶏（国道45号交点）
- 終点：宮古市田鎖（岩手県道200号花輪千徳線交点）

## 地理

### 通過する自治体
- 宮古市

### 交差する道路
- 国道45号（起点）
- 三陸沿岸道路 宮古中央IC
- 岩手県道200号花輪千徳線（終点）

### 沿線の施設など
- 宮古市民総合体育館